# Johann Eichler
Johann Eichler (23. listopadu 1818 Fulnek – 30. května 1899 Opava) byl opavský kněz a katecheta, zřizovatel nadace pro výstavbu kostela svaté Hedviky v Opavě.

## Život
Vystudoval gymnázium v Opavě (1832–1838), kde mezi jeho učitele patřil Faustin Ens. Ve studiích pokračoval studiem filosofie (1839–1840) a teologie (1840–1844) v Olomouci. Na kněze byl vysvěcen v roce 1844 olomouckým arcibiskupem Maxmiliánem Josefem Sommerau-Beckem. Krátce působil jako kooperátor v Horním Benešově a pak jako katecheta v Uničově. Od roku 1850 jako katecheta na reálce v Opavě. Zde působil až do roku 1886, kdy byl penzionován. V roce 1894 založil v Opavě nadaci pro stavbu kostela svaté Hedviky v Opavě. V roce 1873 byl jmenován konsistorním radou a v roce 1881 obdržel zlatý záslužný kříž s korunou.